# Erebia carpathica
Erebia carpathica är en fjärilsart som beskrevs av Müller 1928. Erebia carpathica ingår i släktet Erebia och familjen praktfjärilar. Inga underarter finns listade i Catalogue of Life.